# Douglas Brosset
Pour les articles homonymes, voir Brosset.
Douglas Brosset, né le 14 décembre 1997, est un acteur et écrivain français.

## Filmographie

### Cinéma
- 2006 : Les Aristos de Charlotte de Turckheim : Philippe Philippe de Montcougnier
- 2006 : Enfance et Partage de Thibault Montbellet : le petit garçon
- 2007 : Mimiques de Dominique Rocher : le petit garçon
- 2010 : Gainsbourg, vie héroïque de Joann Sfar : le camarade de Lucien

### Télévision
- 2005 : Partir en fumée de Talal Selhami : le petit garçon
- 2009 : On achève bien les disc-jockeys d'Orso Miret : le garçon footballeur
- 2012 : Je retourne chez ma mère de William Crépin : David jeune

## Publications
- Les Enfants d'Itteville (écrit à l'âge de 10 ans), éditions Elzévir  (ISBN 978-2-8114-0193-1).
- École, jeux vidéo et rock'n roll (écrit à l'âge de 12), éditions Deux Lunes à l'autre  (ISBN 978-2-9531644-4-2) (BNF 42527142).